# Vinland
Pour un article plus général, voir Colonies vikings en Amérique.

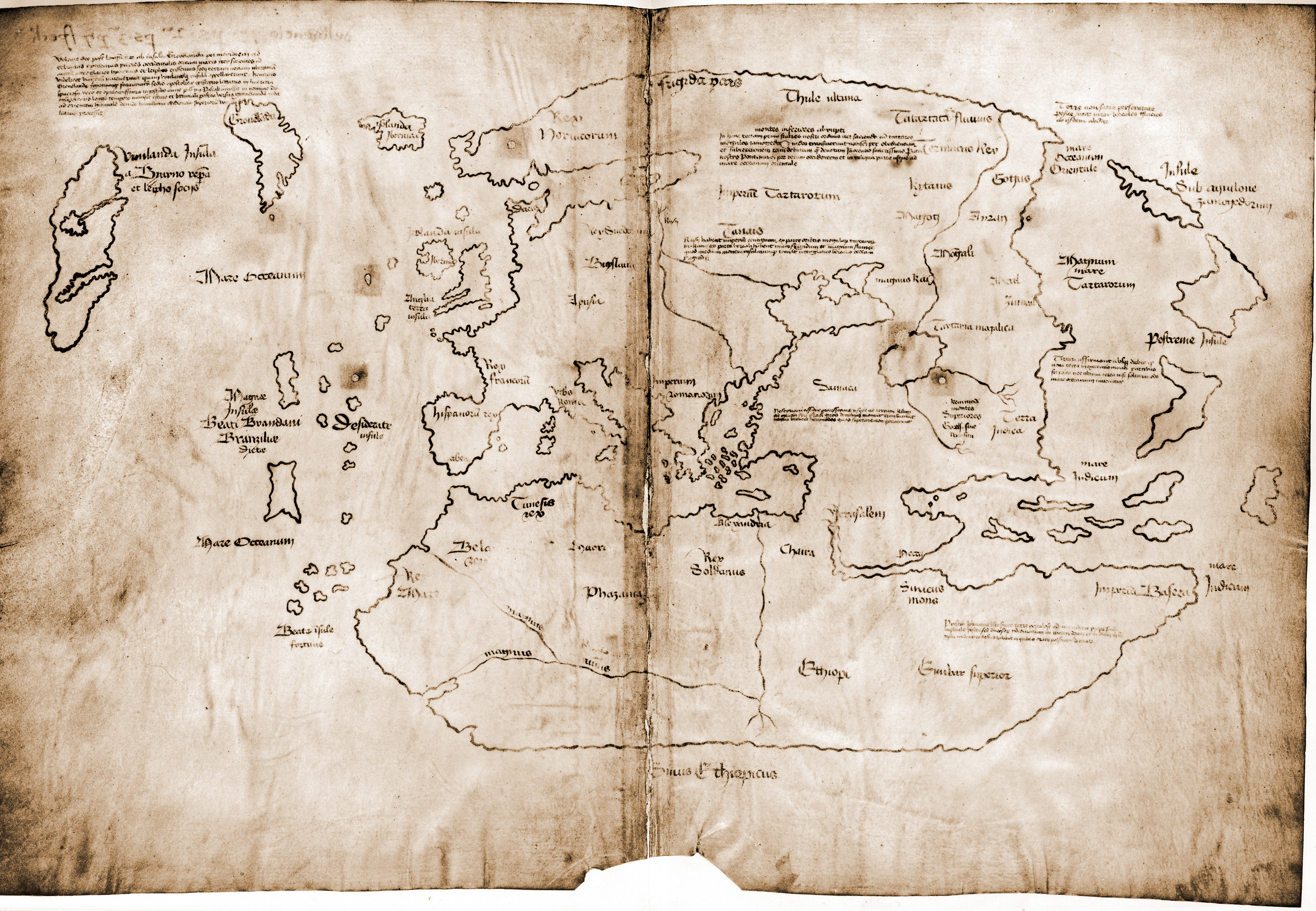
Carte à l'authenticité controversée dont l’extrémité gauche montre le Vinland.

Vinland est le nom donné par le Viking islandais Leif Erikson au territoire qu’il explora le premier autour de l’an mil, et qui marque le point extrême de l'expansion viking en Amérique, et qui correspond probablement aux terres entourant le golfe du Saint-Laurent. Des fouilles archéologiques ont permis de retrouver des traces de la présence des Vikings à l'Anse aux Meadows sur l'île de Terre-Neuve, au Canada (tandis qu'à Pointe Rosée les recherches se sont avérées non-concluantes). Les spécialistes continuent de débattre si d'une part il s’agit là du Vinland de Leif Erikson, et d'autre part si l'Anse aux Meadows est une colonie d'Erikson ou s'il s'agit plutôt de la colonie fondée par Þorfinnr Karlsefni. Les spécialistes s'accordent toutefois pour penser que le Vinland doit se situer dans la région du golfe du Saint-Laurent et guère plus bas que la Nouvelle-Écosse. 
Les Vikings n’ont pas perçu, à l’origine, l’exploration et la colonisation du Groenland et du Vinland comme différentes de la fondation et de la colonisation de l’Islande. Il ne s’agissait pour eux que de prolonger leur territoire. Il faudra la rencontre des autochtones amérindiens pour que s’impose à eux la notion de découverte, celle-ci précédant d'un demi-millénaire l'arrivée de Christophe Colomb sur le continent pour le compte de la couronne espagnole.

## Histoire et sagas

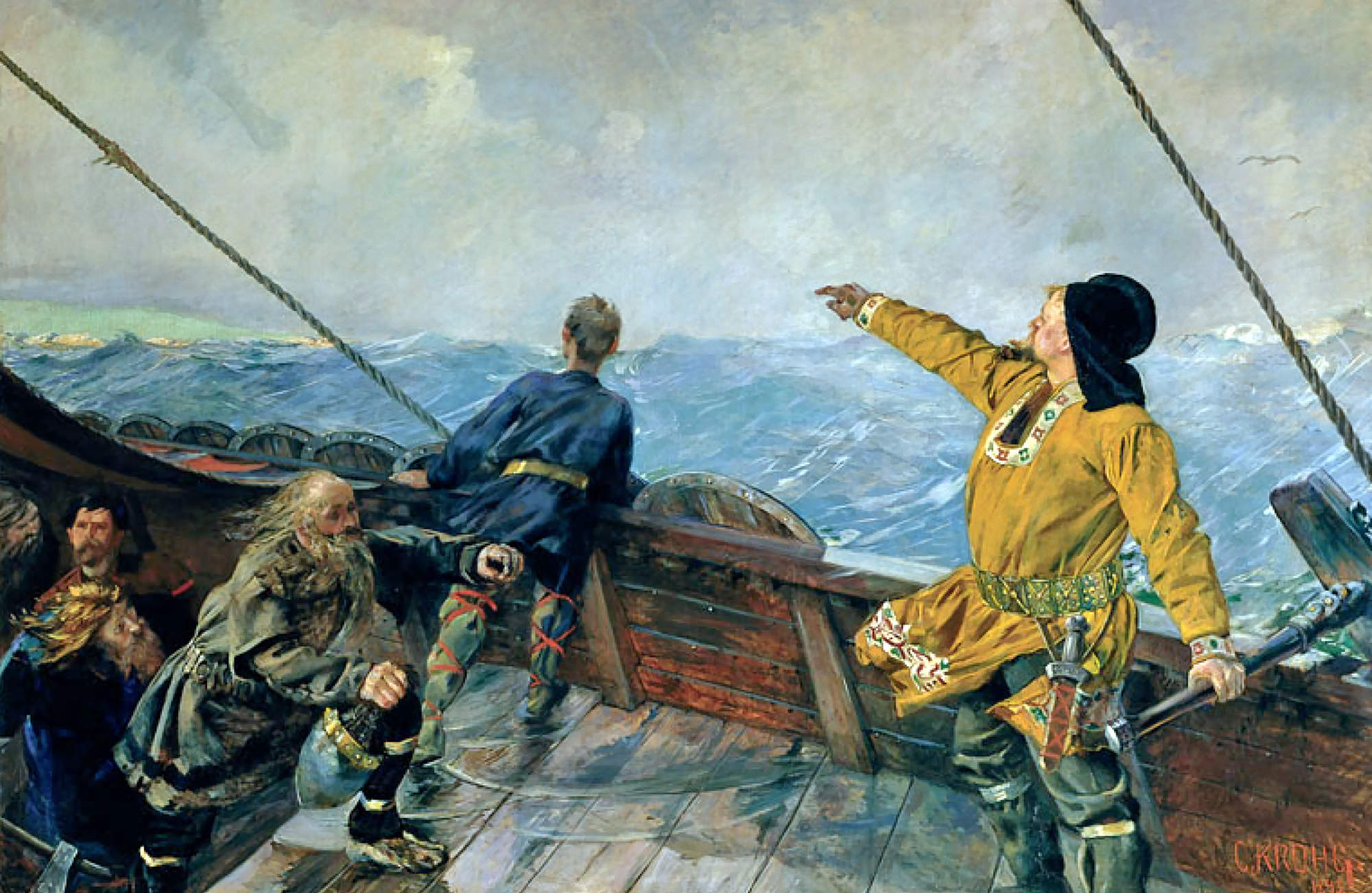
Leiv Eriksson oppdager Amerika (« Leif Erikson découvre l'Amérique ») par Christian Krohg (1893).

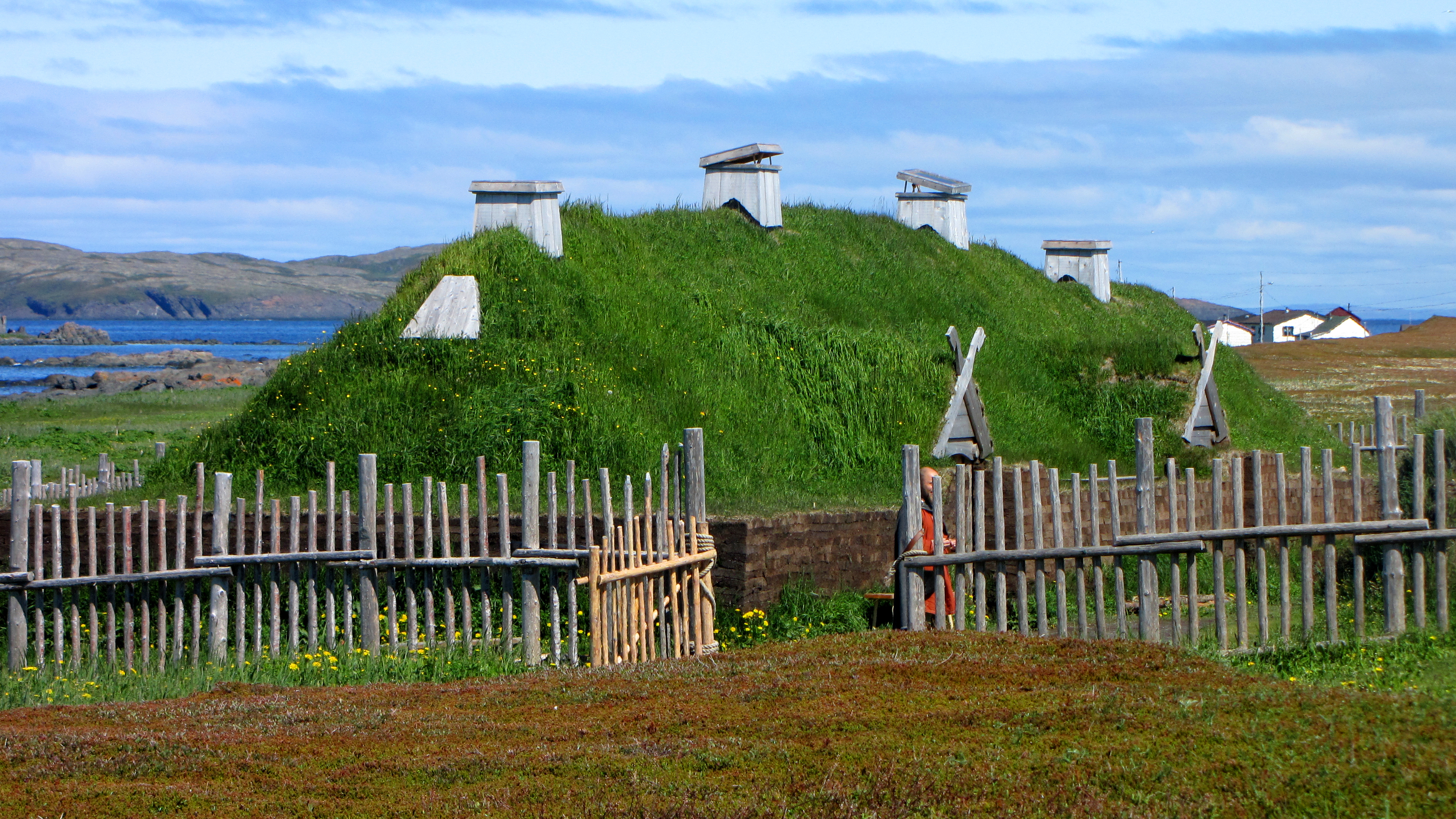
Reconstitution des longères vikings, L'Anse aux Meadows, Terre-Neuve, Canada.

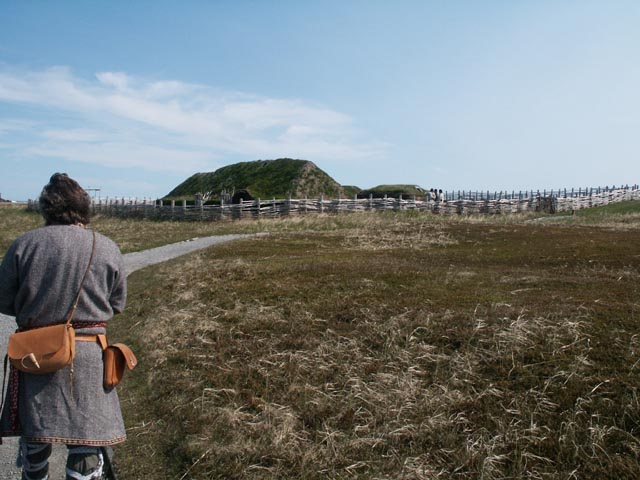
L'Anse aux Meadows à Terre-Neuve.

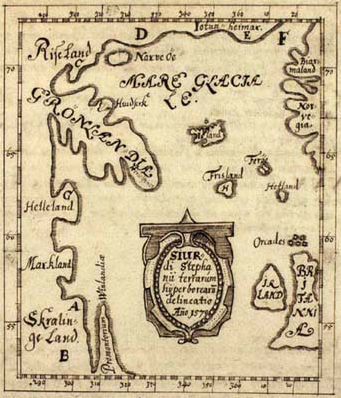
La carte de Skálholt (1570).

Le Vinland est mentionné pour la première fois par le géographe et historien allemand Adam de Brême dans son livre Descriptio insularum Aquilonis (Description des îles septentrionales) rédigé vers 1075. Il écrit : « Praeterea unam adhuc insulam recitavit a multis in eo repertam occeano, quae dicitur Winland, eo quod ibi vites sponte nascantur, vinum optimum ferentes » (« Par ailleurs, il a également signalé une île découverte par de nombreux marins dans cet océan, qui est appelée Vinland, pour la raison que les vignes y poussent par elles-mêmes, produisent le meilleur vin »). Pour l’écrire, il rend visite au roi Sven II de Danemark, qui a connaissance des terres nordiques. La source principale d’informations sur les voyages des Vikings au Vinland provient de deux sagas islandaises, la Saga d'Erik le Rouge et la Saga des Groenlandais, rédigées approximativement deux siècles et demi après la colonisation du Groenland. La combinaison de ces deux sagas semble montrer qu’il y eut plusieurs tentatives séparées de colonisation norvégienne du Vinland, y compris par Þorfinnr Karlsefni, et dont aucune ne dura plus de deux ans. Il y a probablement plusieurs causes à l'abandon de ces colonies par les Vikings. Les sources écrites font mention de désaccords parmi les hommes au sujet des quelques femmes faisant partie de l’expédition ainsi que de conflits avec les populations autochtones (amérindiennes) auxquelles les sagas donnent le nom de Skrælings.
L’histoire raconte qu’après la colonisation du Groenland par les Vikings, un négociant du nom de Bjarni Herjólfsson, en chemin du Groenland vers l’Islande, découvrit accidentellement la côte est de l’Amérique en 985 ou 986, après avoir été détourné par une tempête. Il raconte ensuite son histoire et vend ses vaisseaux à Leif Erikson, qui part à son tour vers ces régions. La fin de l’été approchant, il part pour le Groenland qu’il réussit à atteindre avant l’hiver, mais renonce à aller jusqu'au Vinland, ne voulant pas passer l’hiver bloqué sur cette nouvelle terre. Il décrit ensuite une nouvelle terre couverte de forêts (Markland). L’approvisionnement en bois au Groenland étant très restreint, les colons sont attirés par la richesse de cette nouvelle terre sur ce point. Quelques années plus tard, Leif Erikson explore cette côte encore plus loin et y établit une colonie de courte durée sur une partie qu’il appelle Vinland, et qu'il décrit comme riche en ressources alimentaires.
La séquence des découvertes faites par Erikson est, selon les histoires, d'abord le Helluland (« terre de la pierre plate »), qui correspond probablement à la Terre de Baffin, au Canada. Ensuite, le Markland (« terre du bois »), probablement le Labrador, fut découvert (il existe des preuves archéologiques de réduction ou d’amoindrissement de la limite des arbres dans le nord du Labrador aux environs de l’an 1000) et pour finir, le Vinland, au climat plus clément et aux ressources naturelles nombreuses. Comme les autres dénominations des terres découvertes, le Vinland recouvre une aire géographique assez vaste, correspondant probablement aux terres situées autour du golfe du Saint-Laurent. 
Vinland est généralement traduit par « terre de la vigne », le vinber du vieux norrois pouvant faire référence à la vigne des rivages (Vitis riparia) ou selon d'autres auteurs à la viorne comestible (Viburnum edule), les deux plantes poussant de façon abondante dans la région du Saint-Laurent. Certains linguistes l'interprètent comme un autre mot dérivé du vieux norrois, vin avec un i bref, donnant « terre de pâturage » ou « terre des prairies »,. 
L’expédition comprend des familles et du bétail en vue d’entamer une nouvelle colonisation. Deux colonies auraient, selon les textes, été fondées au Vinland. Une au Nord, sans doute celle de l'Anse aux Meadows à Terre-Neuve, qui est appelée Straumfjörð par Þorfinnr Karlsefni, en raison des forts courants marins qu'on y trouve (ce qui correspondrait assez aux courants du détroit de Belle-Isle). Plus au sud, la seconde colonie est nommée Hop par les sagas. Cette dernière aurait en fait été fondée en premier et correspondrait au lieu d'implantation de Leif, c'est-à-dire au « véritable » Vinland. C'est ce site qui reste à découvrir aujourd'hui. Les recherches les plus récentes proposent, entre autres hypothèses, de l'identifier avec le site actuel de Bay St Lawrence au nord de l'île du Cap Breton en Nouvelle-Écosse (cette hypothèse reste à confirmer par l'archéologie, il n'a en effet jamais été entrepris de fouilles à cet endroit). Trois chefs Vikings hivernent réellement au Vinland, le deuxième étant Thorvald Eriksson, le frère de Leif, qui est tué au cours du second été, et le dernier Þorfinnr Karlsefni. En ne se fiant qu'aux sagas, dont le but n'est pas d'établir l'histoire réelle d'un pays mais de magnifier les faits et gestes d'une grande famille, on pense traditionnellement que l’idée de colonisation est néanmoins rapidement abandonnée en raison des conflits avec les Skrælings (peut-être des Béothuks, des Dorset ou plus vraisemblablement des Micmacs).
Nous ne connaissons en détail que les voyages racontés par les sagas du XIIIe siècle pour des raisons qui leur sont propres, mais nous avons quelque indices montrant qu'il y en eut d'autres pendant longtemps. C'est ainsi qu'une monnaie datée de 1065 à 1080 du roi de Norvège Olaf III Kyrre, donc en circulation aux XIIe et XIIIe siècles, fut percée pour être portée en pendentif et parvint jusqu'au site amérindien de Goddard à Brooklin, dans le Maine, où elle fut surnommée le « Maine penny ». En 1121, Erik Gnupsson, évêque du Groenland et des régions voisines, part « à la recherche du Vinland », ce que des biographes postérieurs interprétent comme une tournée d'évangélisation dans une ancienne colonie et la fondation de nouvelles. En 1342, selon un texte aujourd'hui disparu, mais qui est recueilli au XVIIe siècle et parait vraisemblable à cette date, des habitants du Groenland émigrent vers le continent. En 1347, un petit navire groenlandais chargé de troncs d'arbres monté par dix-sept ou dix-huit hommes est directement poussé par la tempête du Markland jusqu'en Islande où il aborde, ce qui laisse supposer des relations longtemps maintenues, surtout pour s'approvisionner en bois qui manque au Groenland.
Avant le début du XIXe siècle, l’idée d’une colonisation viking de l’Amérique du Nord est considérée par les historiens comme relevant du folklore, jusqu’à l’élaboration en 1837 d’une première hypothèse sérieuse par l’historien de la littérature et archéologue danois Carl Christian Rafn dans son ouvrage Antiquitates Americanæ, où il conclut, après une étude en profondeur des sagas et des lieux possibles de colonisation de la côte nord-américaine, que le Vinland est un endroit réel d'Amérique du Nord qui a été colonisé par des Norvégiens.

## Carte du Vinland et des îles de l’océan Atlantique
Cette célèbre carte marine montrant les côtes nord-américaines et les îles de l’Atlantique indique précisément, en latin, le Vinland au nord-ouest de l'océan Atlantique ainsi que l'île de Saint-Brandan au milieu de l'océan. Le continent nord-américain présente distinctement l'estuaire et le Golfe du Saint-Laurent (nord-est/sud-ouest), ainsi que la baie d'Hudson et le détroit d'Hudson. Déposée actuellement à la Bibliothèque Beinecke de livres rares et manuscrits de l'université Yale, elle fit l’objet d’études multiples, l’estimant tantôt authentique datant toutefois du début du XVe siècle d’après un portulan du XIIIe siècle, tantôt une supercherie du XXe siècle.
En 1995, des chercheurs de l’université d’Arizona et de la Smithsonian Institution se rendirent à l'université Yale pour analyser ce parchemin avec un spectromètre accélérateur de masse. Le résultat donna une date assez précise de 1434 ± 11 années, soit entre 1423 et 1445. Néanmoins, cette analyse publiée en 2002 ne donne aucune certitude quant à la carte elle-même. Elle est en effet considérée comme un faux par certains chercheurs qui estiment que si le parchemin est bien médiéval, l'encre est de composition moderne. Ce débat sur le sujet de la modernité des encres utilisées demeurait ouvert et animé entre chercheurs jusqu’en 2021, date à laquelle Raymond Clemens, conservateur des livres anciens de la Beinecke Rare Book & Manuscript Library de l'Université de Yale, déclare publiquement que « la carte du Vinland est un faux », mettant ainsi fin aux spéculations des spécialistes. L'utilisation d’un spectromètre à fluorescence X (XRF) sur la composition de l'encre permet en effet de démontrer qu’elle contient du titane, et donc ne peut pas être antérieure aux années 1920.

## Dans la culture populaire
- Le groupe de metal symphonique germano-norvégien Leaves' Eyes publie en 2005 l'album Vinland Saga (en) faisant référence à la saga d'Erik le Rouge et à celle de Leiv Erikson. En 2006, il l'assortit d'un Extended Play du nom de Legend Land (en) où figure notamment un morceau intitulé Skrælings en référence aux batailles d'Erikson. D'un manière générale, l'album est composé de chansons liées à la fois aux deux sagas scandinaves, mais aussi de thèmes se rapportant à la terre en elle-même. On peut relever New Found Land (littéralement, nouvelle terre découverte), ou Legend Land (Terre de la légende) faisant référence à la croyance viking d'une terre à l'ouest.
- Le groupe de metal gothique américain Type O Negative revendique son appartenance à la République Populaire Technocratique du Vinnland (orthographié avec deux n) comme métaphore des États-Unis d'Amérique, et en a créé un drapeau (en) de style scandinave aux couleurs verte et noire du groupe.
- L'album La Terre Nous Appelle du groupe de folk nordique Québécois Les Bâtards du Nord comprend une pièce instrumentale appelée Vinland.
- Le roman Le Navire qui remontait le temps, de Philippe Ébly, évoque le voyage d'Eriksson (à travers un de ses descendants) à Vinland.
- Le mangaka Makoto Yukimura publie en 2005 le manga Vinland Saga et continue d'être publié, on peut y apercevoir quelques personnages célèbres comme Thorfinn Karlsefni et Leif Erikson.
- Vinland est le titre d'une chanson du groupe de black et viking metal Bathory.
- Vinland est le nom d'une carte multijoueur dans le jeu vidéo Age of Mythology, dans laquelle les joueurs doivent coloniser un continent central à partir d'îles périphériques.
- Dans Age of Empires II: The Conquerors, la campagne Vinland Saga retrace la célèbre conquête du Nouveau Monde menée par Leif Erikson.
- Dans le jeu vidéo Assassin's Creed Rogue, sorti en novembre 2014, une mission secondaire consiste à retrouver des restes d'armes scandinaves, appuyant le fait que Leif Erikson aurait mis le pied sur le continent américain.
- La chanson Immigrant Song de Led Zeppelin évoque les voyages des Vikings vers les "rivages de l'Ouest", c'est-à-dire les côtes américaines.
- Le jeu Dead in Vinland permet d'incarner une famille viking s'étant échouée sur une île inconnue à la suite d'une tempête.
- Dans le jeu Assassin's Creed Valhalla, le Vinland est l'un des cinq territoires que le joueur peut explorer.
- À la fin de la sixième saison de la série Vikings, Ubbe, Torvi et d'autres découvrent Terre-Neuve, où vivent le peuple autochtone des Micmacs qui leur font bon accueil, après des semaines de voyage désespéré.
- Le jeu vidéo Civilization VI: Gathering Storm propose un scénario viking. Les joueurs doivent découvrir Vinland pour gagner des points de victoire. Ce lieu est, dans le jeu, une merveille naturelle offrant un bonus culturel.
- L'album d'Astérix La Grande Traversée met en scène des explorateurs Vikings découvrant les terres américaines.